# The New Barbarians 2
The New Barbarians 2 è un film pornografico statunitense del 1990 diretto da Henri Pachard. 
Si tratta della seconda parte di New Barbarians girato in contemporanea dallo stesso regista e con il medesimo cast, che vede la partecipazione di molte celebri pornostar dell'epoca come Victoria Paris, Nina Hartley, Randy West, Joey Silvera, Sharon Kane e Jon Dough.